# Наталія Гарбельйотто
Наталія Гарбельйотто (ісп. Natalia Garbellotto; нар. 1 лютого 1984) — колишня аргентинська тенісистка.
Найвищу одиночну позицію світового рейтингу — 303 місце досягла 11 жовтня 2004, парну — 619 місце — 23 серпня 2004 року.
Здобула 7 одиночних та 1 парний титул туру ITF.

## Фінали ITF

### Одиночний розряд (7–2)
| Результат | Ранг | Дата              | Турнір                      | Покриття | Суперниця         | Рахунок          |
| --------- | ---- | ----------------- | --------------------------- | -------- | ----------------- | ---------------- |
| Поразка   | 1.   | 1 травня 2000     | ITF Ітажаї, Бразилія        | Тверде   | Хорхеліна Краверо | 3–6, 3–6         |
| Перемога  | 1.   | 6 квітня 2003     | ITF Макарська, Хорватія     | Ґрунт    | Матея Межак       | 7–6(5), 7–5      |
| Перемога  | 2.   | 23 листопада 2003 | ITF Флоріанополіс, Бразилія | Ґрунт    | Карла Тіене       | 6–2, 6–4         |
| Поразка   | 2.   | 28 березня 2004   | ITF Монтеррей, Мексика      | Тверде   | Александра Мюллер | 7–5, 1–6, 4–6    |
| Перемога  | 3.   | 18 квітня 2004    | ITF Морелія, Мексика        | Тверде   | Іпек Шенолу       | 6–4, 4–6, 6–4    |
| Перемога  | 4.   | 5 вересня 2004    | ITF Мольєрусса, Іспанія     | Тверде   | Lucía Jiménez     | 6–0, 6–2         |
| Перемога  | 5.   | 27 серпня 2005    | ITF Буенос-Айрес, Аргентина | Ґрунт    | Естафанія Грасіун | 6–4, 6–1         |
| Перемога  | 6.   | 4 вересня 2005    | ITF Санта-Крус, Болівія     | Ґрунт    | Женіфер Віджажа   | 6–7(1), 6–3, 6–3 |
| Перемога  | 7.   | 11 вересня 2005   | ITF Сантьяго, Чилі          | Ґрунт    | Естафанія Грасіун | 6–2, 6–4         |

### Парний розряд (1–0)
| Результат | Ранг | Дата           | Турнір                  | Покриття | Партнерка               | Суперниці                        | Рахунок  |
| --------- | ---- | -------------- | ----------------------- | -------- | ----------------------- | -------------------------------- | -------- |
| Перемога  | 1.   | 10 серпня 2004 | ITF Коїмбра, Португалія | Тверде   | Габріела Веласко Андреу | Аліче Балдуччі Маша Зец-Пешкірич | 6–4, 6–1 |